# کنینگ

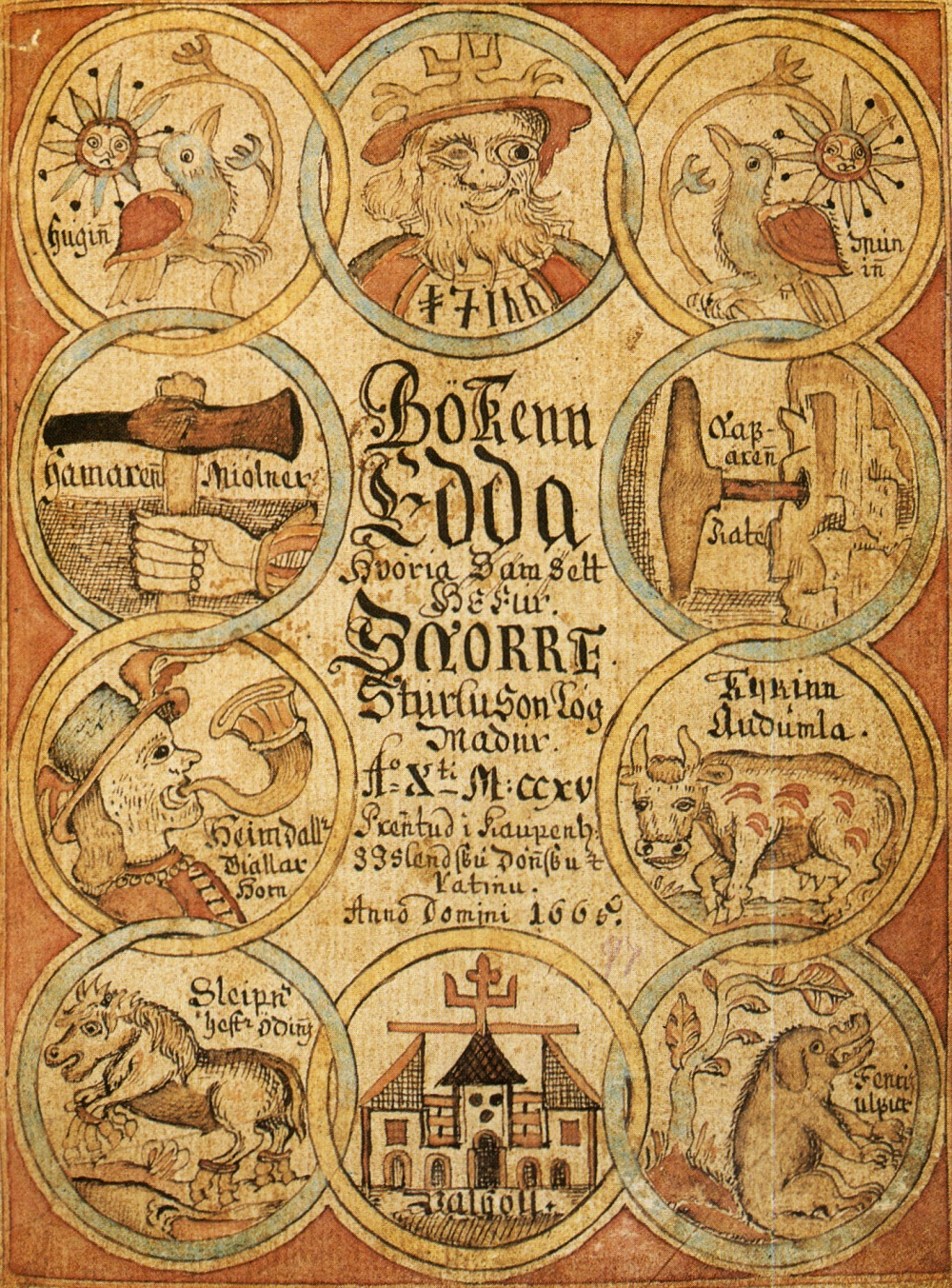
کنینگ

در اسطوره‌های اسکاندیناوی کهن گاه برای اشاره به یک مفهوم به‌جای استفاده از اسم و واژه مربوط به آن، یک ترکیب توصیفی معمولاً دوکلمه‌ای به‌کار می‌بردند که به این ترکیب، کِنینگ (نروژی کهن: kenning) یا شناسه گفته می‌شود. برای نمونه در برخی قطعات این اسطوره‌ها به‌جای دریا گفته می‌شد «راه نهنگ» یا به‌جای کشتی از عبارت «گراز امواج» استفاده می‌شد.
به عبارت دیگر، کنینگ یا شناسه نوعی بیان و تفصیل غیرمستقیم در غالب یک واژه ترکیبی است که برای به کارگیری یک زبان تمثیلی به جای یک اسم تک جزئی و بهم چسبیده استفاده می‌شود. این نوع استعاره که در زبان اسکاندیناوی کهن کِنینگ نامیده می‌شود می‌تواند چکیدهٔ یک اسطوره باشد، و یکی از ویژگی‌های اساسی شعر درباری اسکاندیناوی است. به معنای ساده‌تر کنینگ شکلی از استعمال واژه‌های زائد است که با استفاده از تصاویر در ریشهٔ افسانه‌ها و روایات قومی، آن‌ها را تبدیل به چیزی جدا از عنوان روزمره آن‌ها بکند و معمولاً نیز از دو کلمه تشکیل می‌شود. کنینگ به شدت با اسکاندیناوی کهن، و بعدها با زبان ایسلندی و اشعار آنگلوساکسون مرتبط است.
از مثال‌هایی ساده برای کنینگ می‌توان به «مرد حلقه‌ها»؛ کنینگی برای توصیف پادشاه، چون پادشاهان کسانی بودند که حلقه‌ها و دیگر زیور آلات خود را به پیروانشان می‌دادند؛ استفاده از «موی سیف»، «خون‌بهای سمور آبی» یا «آتش دریا» به جای طلا؛ اشاره به ایزد تیر با عناوینی همچون «ایزد یک دست» یا «تغذیه کننده گرگ»؛ «دشمن گرگ» اشاره به اودین دارد که با گرگ فنریر در نبرد فرجامین راگناروک روبرو می‌شود؛ «مهاجم مار» ایزد آذرخش ثور است که با مار دریایی یورمونگاند چندین بار در اساطیر اسکاندیناوی دست و پنجه نرم کرده‌است؛ ثور پسر اودین و یورد است، بنابراین «مادر مهاجم مار» اشاره به یورد دارد؛ هودر «ایزد نابینا»، «کشندهٔ بالدر» و «پرتاب کنندهٔ شاخه دارواش» که همگی به تراژدی بالدر مربوط می‌شود، اشاره کرد. با این حال، کنینگ معمولاً پیچیده‌تر و مبهم‌تر از آن چیزی است که به نظر می‌رسد.